# Viorne tin
Viburnum tinus
Espèce
Classification phylogénétique

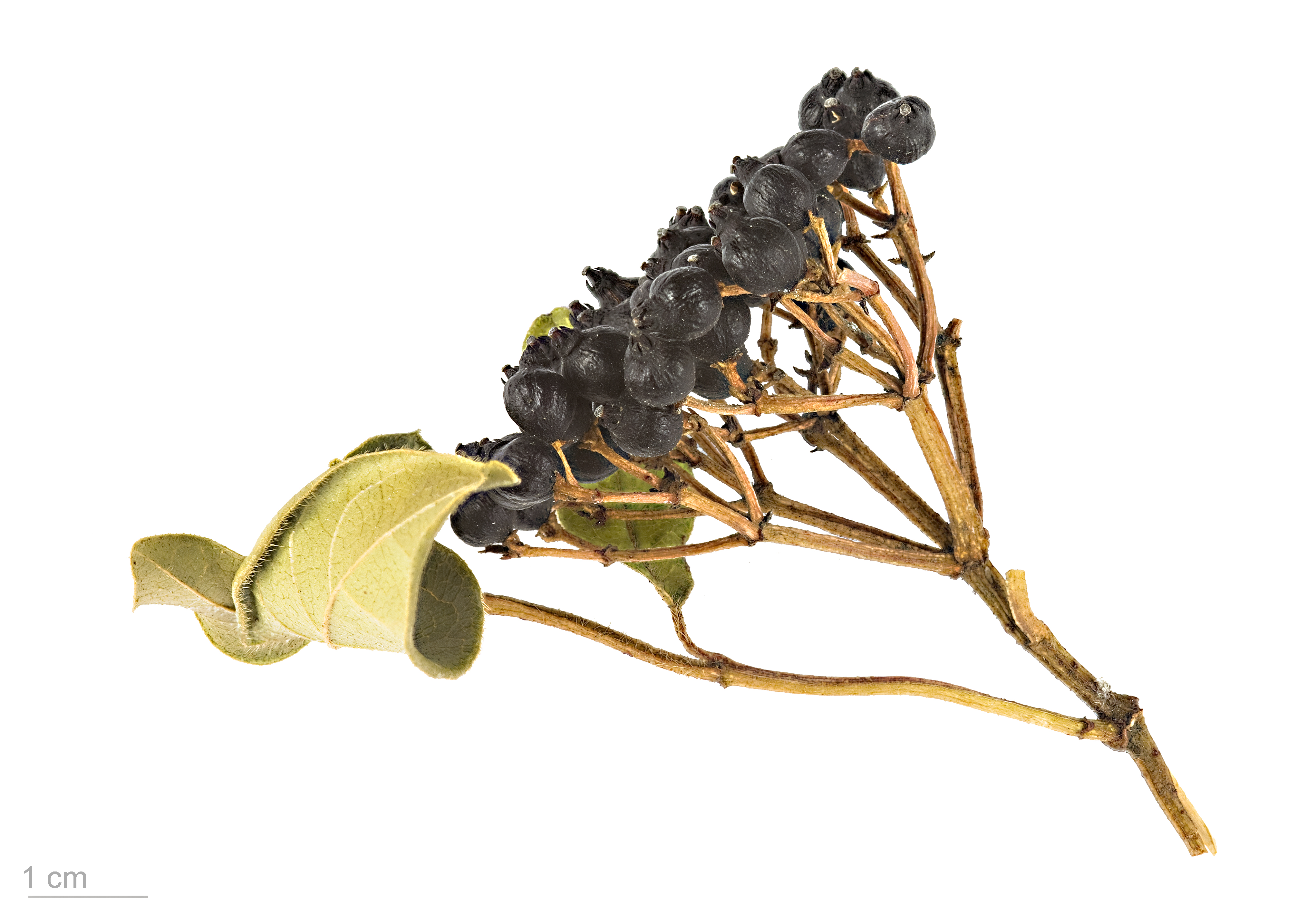
Viburnum tinus - Muséum de Toulouse

La viorne tin (Viburnum tinus L.), aussi appelée laurier-tin ou laurentin, est un arbrisseau des régions méditerranéennes de la famille des Adoxacées. Il appartient au genre Viburnum, autrefois classé dans la famille des Caprifoliacées selon la classification classique de Cronquist (1981).

## Description

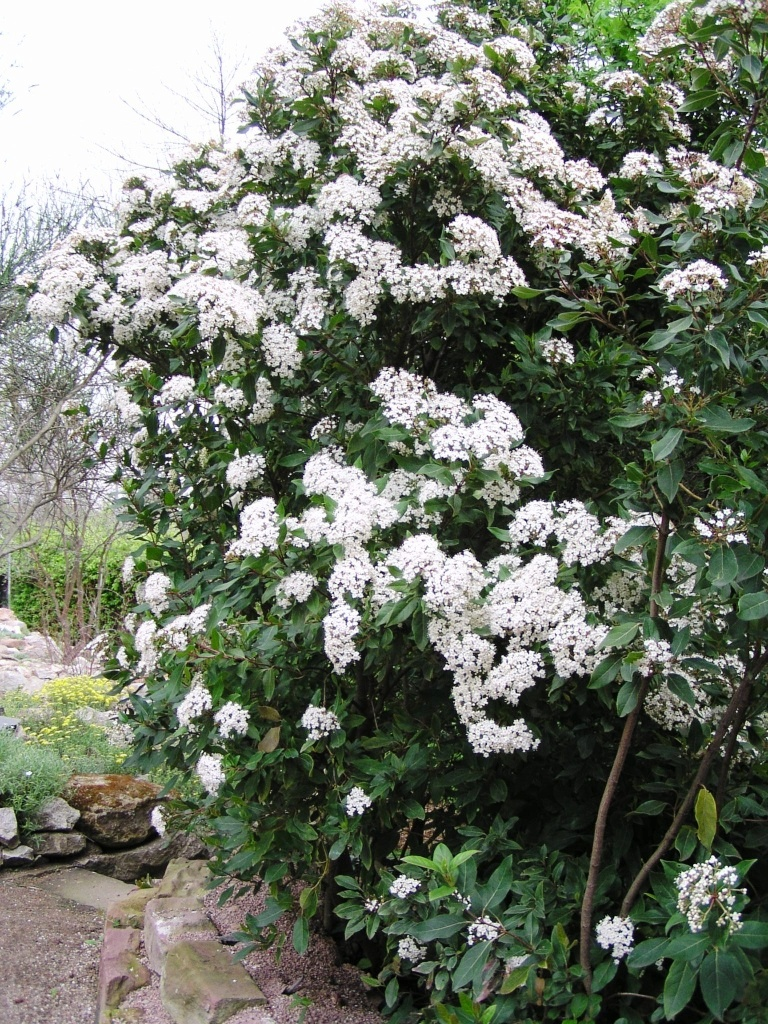
Laurentin en fleurs.

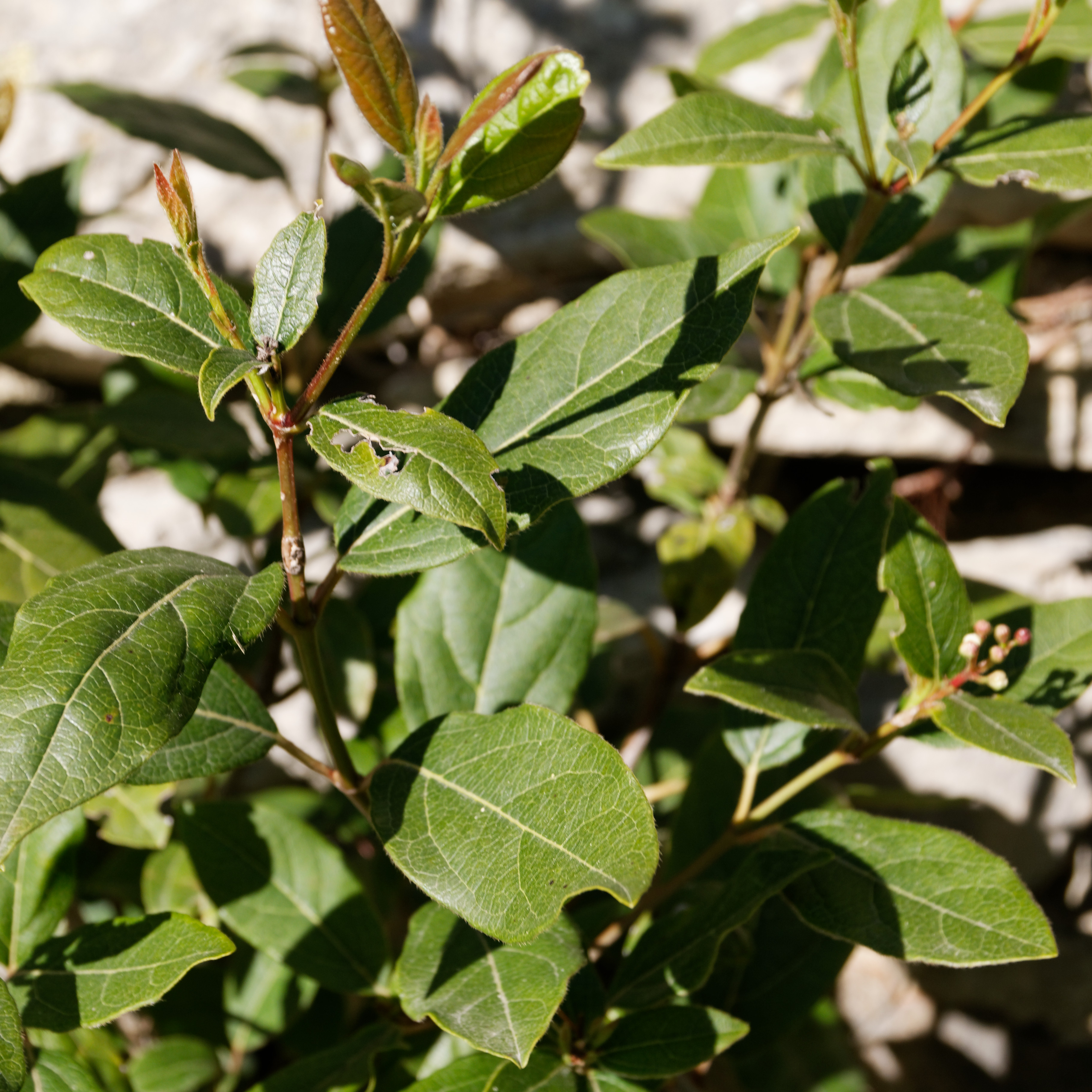
Feuilles.

Il s'agit d'un arbuste (rarement un petit arbre) pouvant atteindre 2–7 m de hauteur et 3 m de large, avec une couronne arrondie dense.  
Le fruit, d'un bleu-noir foncé, est une drupe de 5–7 mm de long.
Les feuilles sont persistantes (persistant 2-3 ans), ovales à elliptiques, portées en paires opposées, de 4-10 cm de long et de 2-4 cm de large, avec une marge entière. Les feuilles ont des domaties où des insectes prédateurs et acariens microbicides peuvent être logés.
Les fleurs  sont petites, blanches ou légèrement rosées. Elles sont regroupées en corymbes resserrés en forme d'ombelles, produites à partir de bourgeons rose-rouge, denses cymes de 5–10 cm de diamètre en hiver. La floraison intervient tôt, en fin d'hiver et au début du printemps. Les fleurs parfumées sont bisexuées et pentamères. La pollinisation est effectuée par les insectes. 

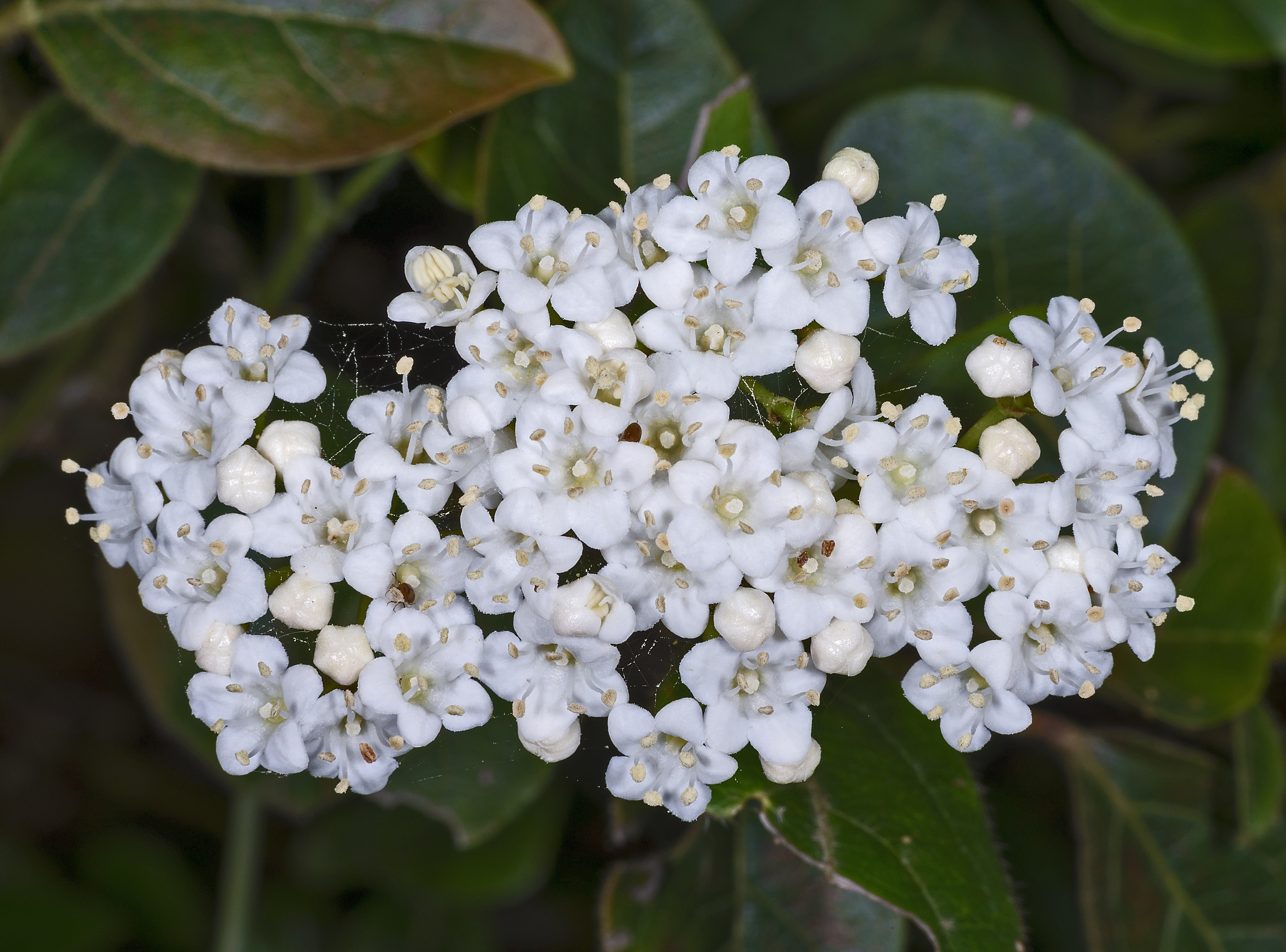
Fleurs.

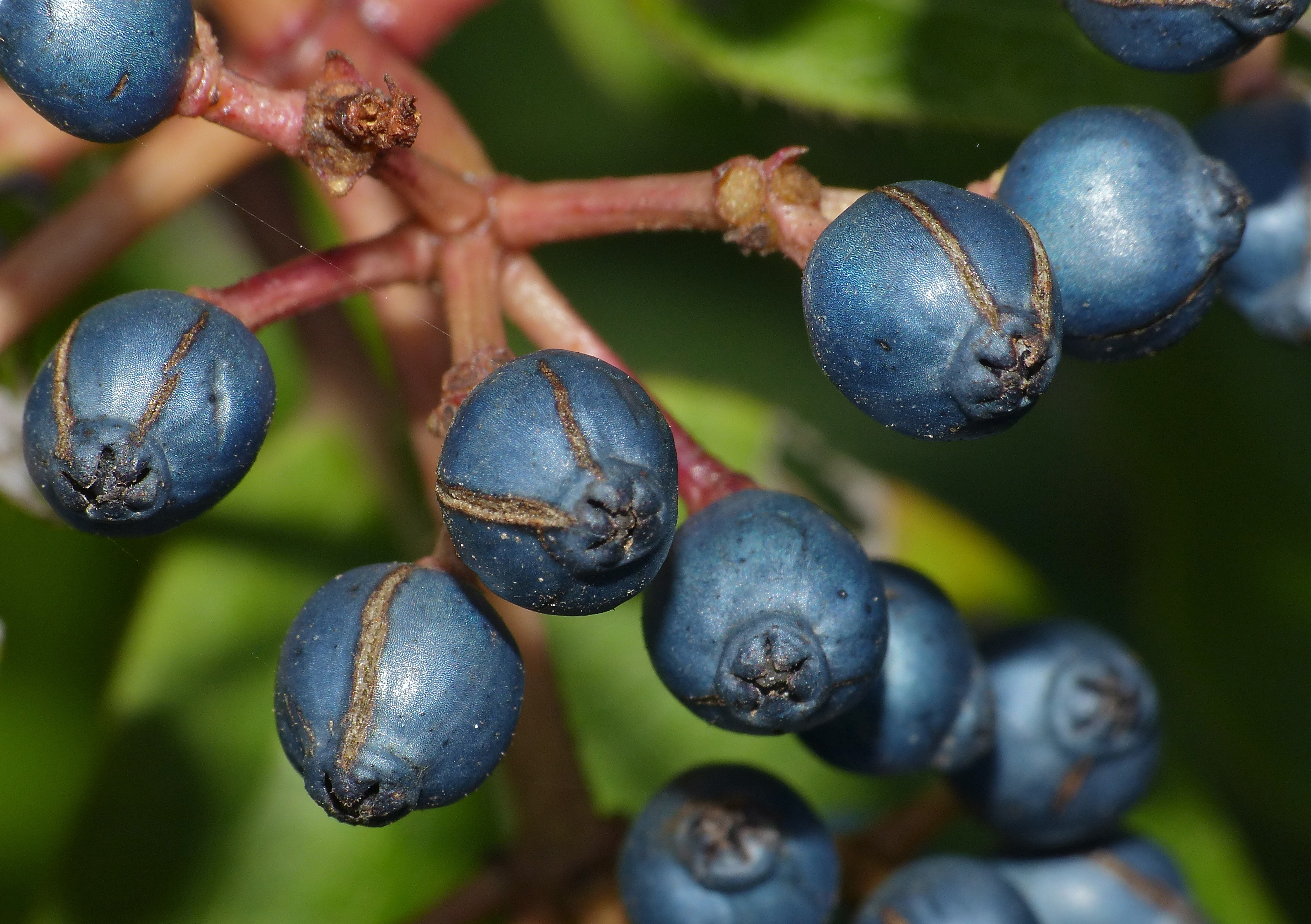
Fruits (détail).

Les fruits charnus, globuleux, de 5–7 mm de diamètre, sont luisants, de couleur noir bleuâtre à maturité, vers mai-juin. Ce sont des drupes, dont le noyau contient une seule graine.

## Distribution
L'espèce est originaire du bassin méditerranéen : Afrique du Nord (Algérie, Maroc, Tunisie, Libye), Proche-Orient (Israël, Liban, Turquie), Europe méridionale (Portugal, Espagne, France, Italie, Albanie, Grèce). Se trouve également dans les Açores et les îles Canaries.
La plante est répandue ailleurs par la culture ; elle est assez fréquente dans les jardins, appréciée pour sa floraison spectaculaire.
Ses rejetons s’en échappent parfois pour s’intégrer dans des forêts caducifoliées dans un milieux doux et humide, au sud du Tessin.

## Propriété
Les fruits mûrs ne présentent pas d'intérêt alimentaire. Ils sont purgatifs.

## Systématique
L'espèce Viburnum tinus a été décrite  par le naturaliste suédois Carl von Linné en 1753.

### Noms vernaculaires
- Viorne-tin
- Laurier-tin. On rencontre parfois l'orthographe « laurier-thym », cependant non validée, ce végétal n'étant pas apparenté au thym.
- Laurentin

### Taxinomie
Liste des sous-espèces
- Viburnum tinus tinus. Pourtour méditerranéen.
- Viburnum tinus rigidum (syn. V. rigidum). Îles Canaries.
- Viburnum tinus subcordatum. Açores.

Liste des variétés
- Viburnum tinus var. hirtulum
- Viburnum tinus var. lucidum

## La Viorne tin et l'Homme

### Utilisation
Elle est cultivée comme plante ornementale pour son feuillage persistant et sa floraison hivernale, en particulier dans les haies, et est souvent cultivée en pots et conduite en haute tige sous forme de boule arrondie. Il en existe des variétés à feuilles panachées.
Le laurier-tin a entre autres l'avantage d'avoir des feuilles domatiées qui abritent de nombreux acariens phytoseides, connus pour être d'excellents prédateurs d'acariens en vergers.

## Symbolique

### Calendrier républicain
- Dans le calendrier républicain, le Laurier tin était le nom attribué au 6e jour du mois de pluviôse[6].